# 小出町

現・魚沼市域における平成の大合併。小出には合併後に市役所が置かれ、市域の中心的役割を果たしている。

小出町（こいでまち）は、新潟県北魚沼郡にあった町。2004年11月1日に堀之内町、湯之谷村、広神村、守門村、入広瀬村との合併により魚沼市となった。

## 地理
- 山：
- 河川：魚野川、佐梨川、破間川
- 湖沼：

## 歴史
周辺は古くから「小出郷」と呼ばれ、小出（小出島）はその中心地として発達してきた。
鎌倉時代初期から魚野川水運の河港として成ってきたと言われ、近世初期には、高田藩による上田銀山の開発で、銀山に通じる街道の宿場町として発展。近代では第二次世界大戦前まで製糸のまちとして栄え、1950年代以降は奥只見ダム建設の物資輸送基地として栄えた。
- 1889年4月1日 - 町村制施行により北魚沼郡小出町村，青島村，佐梨村，島町村，南魚沼郡伊米ヶ崎村が成立。
- 1896年8月14日 - 小出町村と青島村が合併して小出町となる[3]。
- 1901年11月1日 - 小出町，佐梨村，島町村の一部の四日町地区が合併して小出町となる[3]。島町村の残部である中島・中島新田地区は藪神村，羽川村と合併して藪神村となる。
- 1950年4月1日 - 南魚沼郡伊米ヶ崎村干溝地区を編入[3]。
- 1954年5月1日 - 南魚沼郡伊米ヶ崎村の残部を編入[3]。
- 2004年11月1日 - 周辺町村と合併して魚沼市となり消滅。

このほか、「統計こいで 1-3：小出町年表（小出町、WARPによるアーカイブ）」および魚沼市の歴史も参照のこと。

## 行政
- 町長：高橋利勝（1998年12月16日から）

## 経済

### 商業

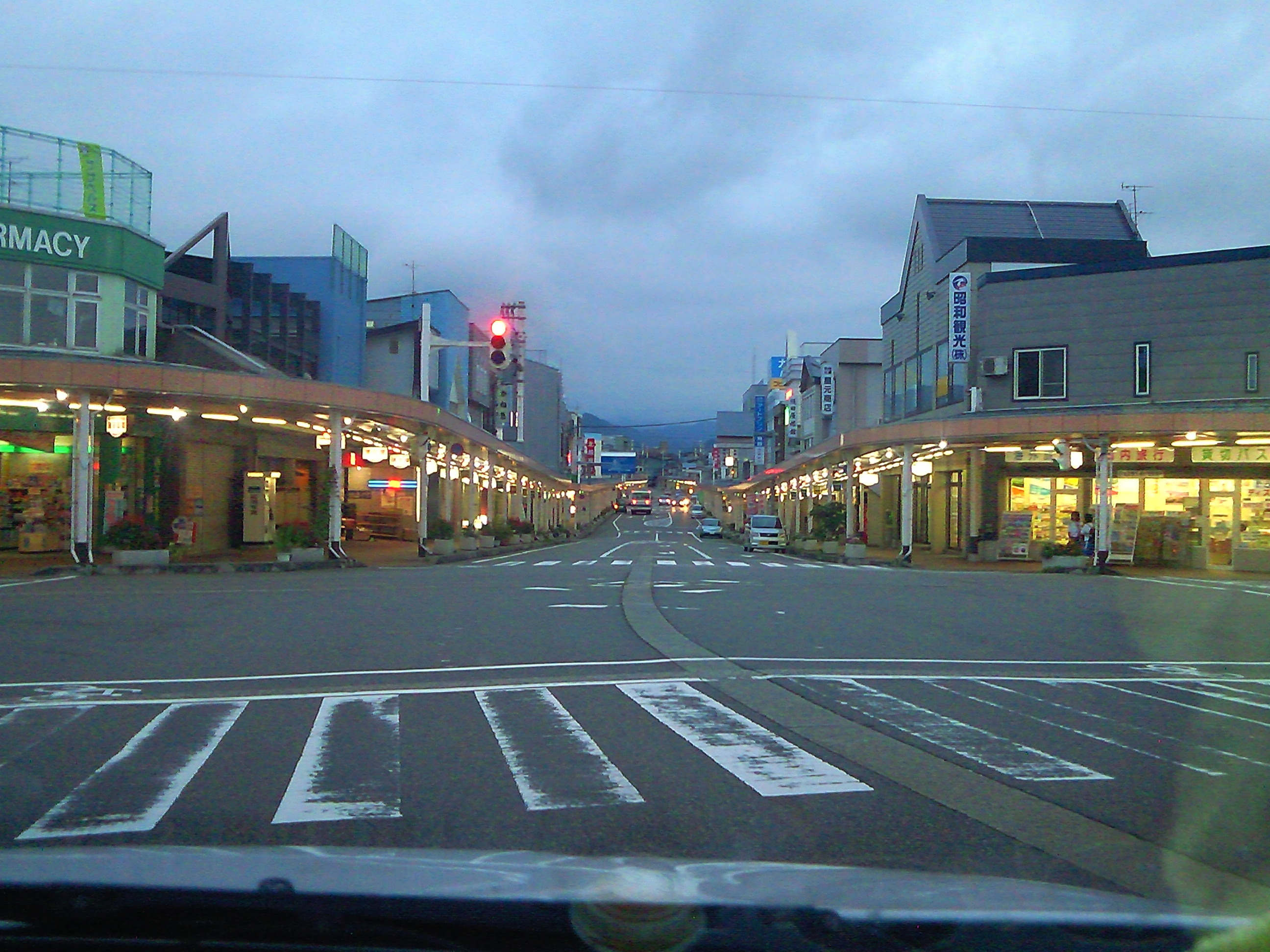
歩道部にアーケードの架かる本町通り（合併後の2008年9月撮影）

小出駅から魚野川を挟んだ対岸の中心市街地には、片持ちアーケードが連なる商店街が広がっている。
国道352号沿いを中心に車道・歩道ともに広い幅が確保されているが、これは1980年代後半から行われた小出島地区土地区画整理事業により道路拡幅、商店街近代化、克雪化が行われたことに由来する。この事業は、国直轄の魚野川拡幅工事によって市街地全体を50 mほど後退する必要が生じたことを契機として行われた。

## 姉妹都市・提携都市

### 国内
- 足立区（東京都）

## 教育
- 伊米ヶ崎小学校
- 小出小学校
- 小出中学校
- 新潟県立小出高等学校
- 組合立魚沼学園

## 交通

### 道路
高速道路
- 関越自動車道：魚沼インターチェンジ

国道
- 国道17号
  - 浦佐バイパス
- 国道252号
- 国道291号
- 国道352号

都道府県道
- 主要地方道
  - 新潟県道47号小出停車場線
  - 新潟県道50号小出奥只見線
  - 新潟県道70号小出守門線

### 鉄道
- 東日本旅客鉄道
  - 小出駅 （ 上越線、只見線 ）

## 名所・旧跡・観光スポット・祭事・催事
- 魚野川改修資料館
- 小出スキー場
- 見晴らしの湯「こまみ」
- 西福寺 - 石川雲蝶の彫刻が見られる。
- 板木城跡こぶしの道（大力山遊歩道）
- 奥只見レクリェーション都市公園 響きの森公園
- 小出国際雪合戦

## 出身有名人
- 山岡荘八（作家）
- 池田恒雄（ベースボールマガジン社創業者、「東京小出会」5代目会長）
- 渡辺謙（俳優）
- 高野浩毅（水彩画家、日本デザイナー学院講師）
- 髙橋和夫（東急社長）

## その他

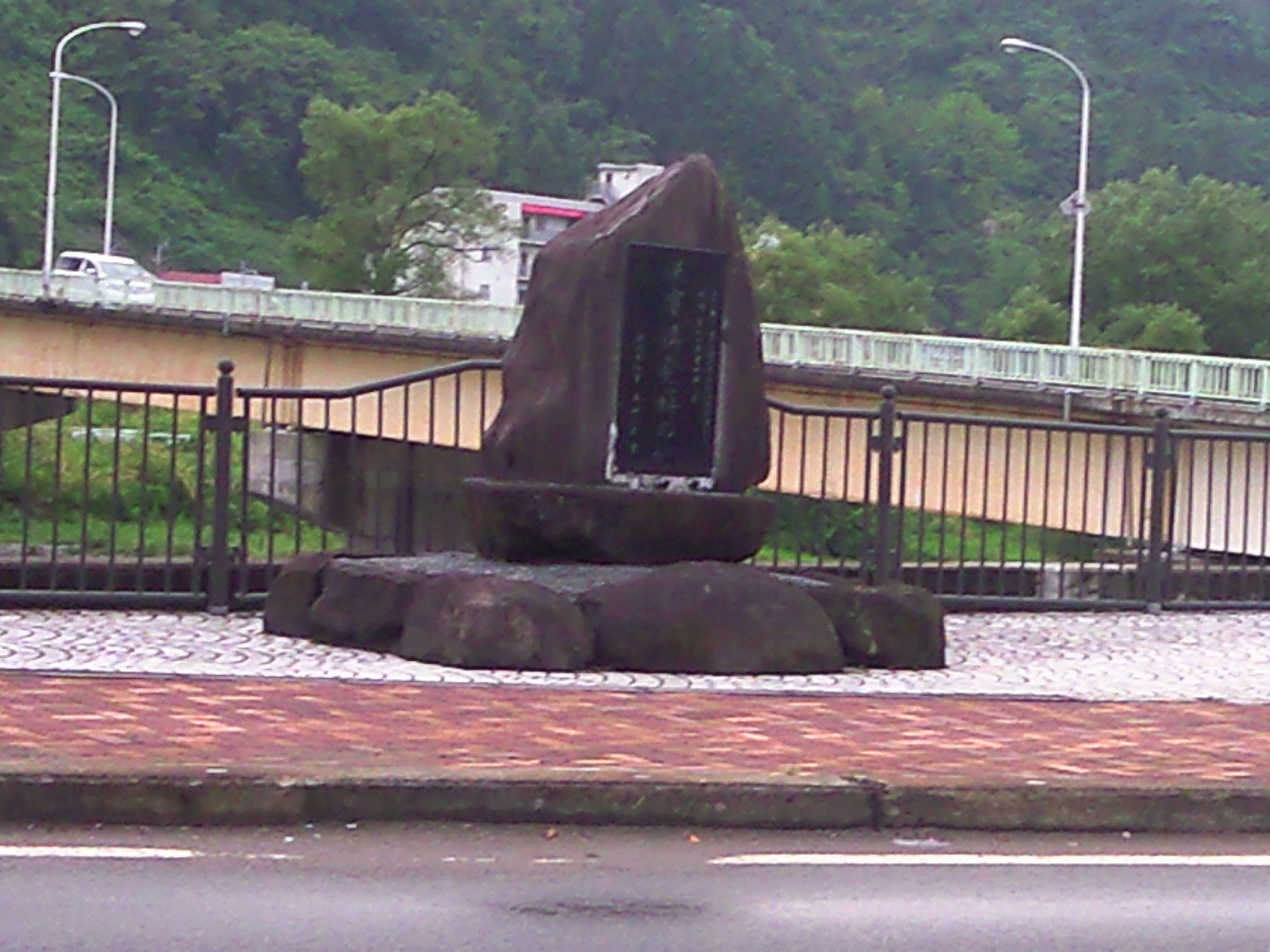
流雪溝の発祥地を証する石碑。後ろに見えるのは「小出橋」

- 水の郷百選：流雪溝発祥の地　こいで